# Iglesia de San Nicolás de Tolentino (Roma)

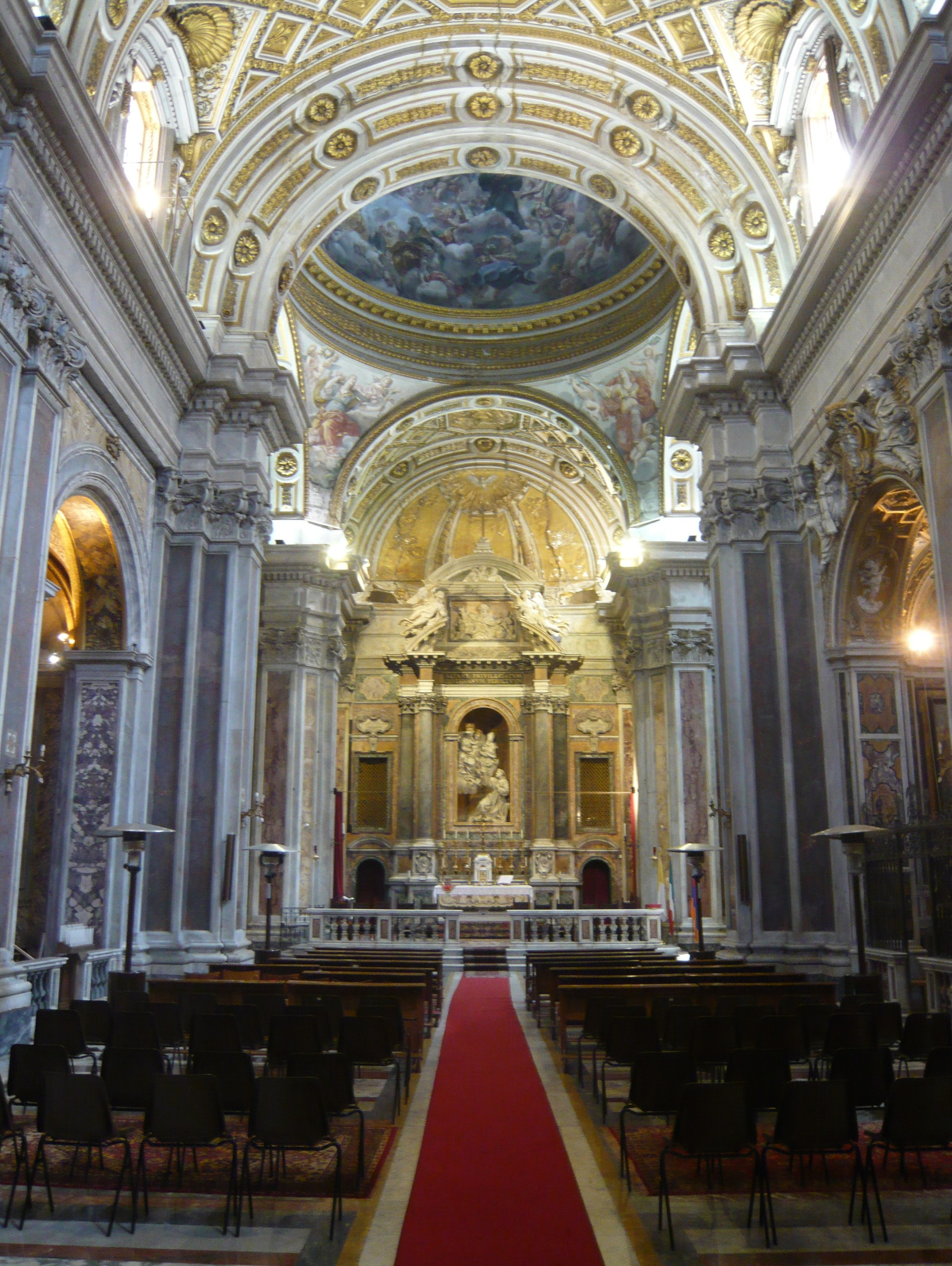
El interior

La iglesia de San Nicolás de Tolentino es una iglesia católica de rito armenio en  Roma, en el barrio de Trevi, en la colina del mismo nombre.

## Historia

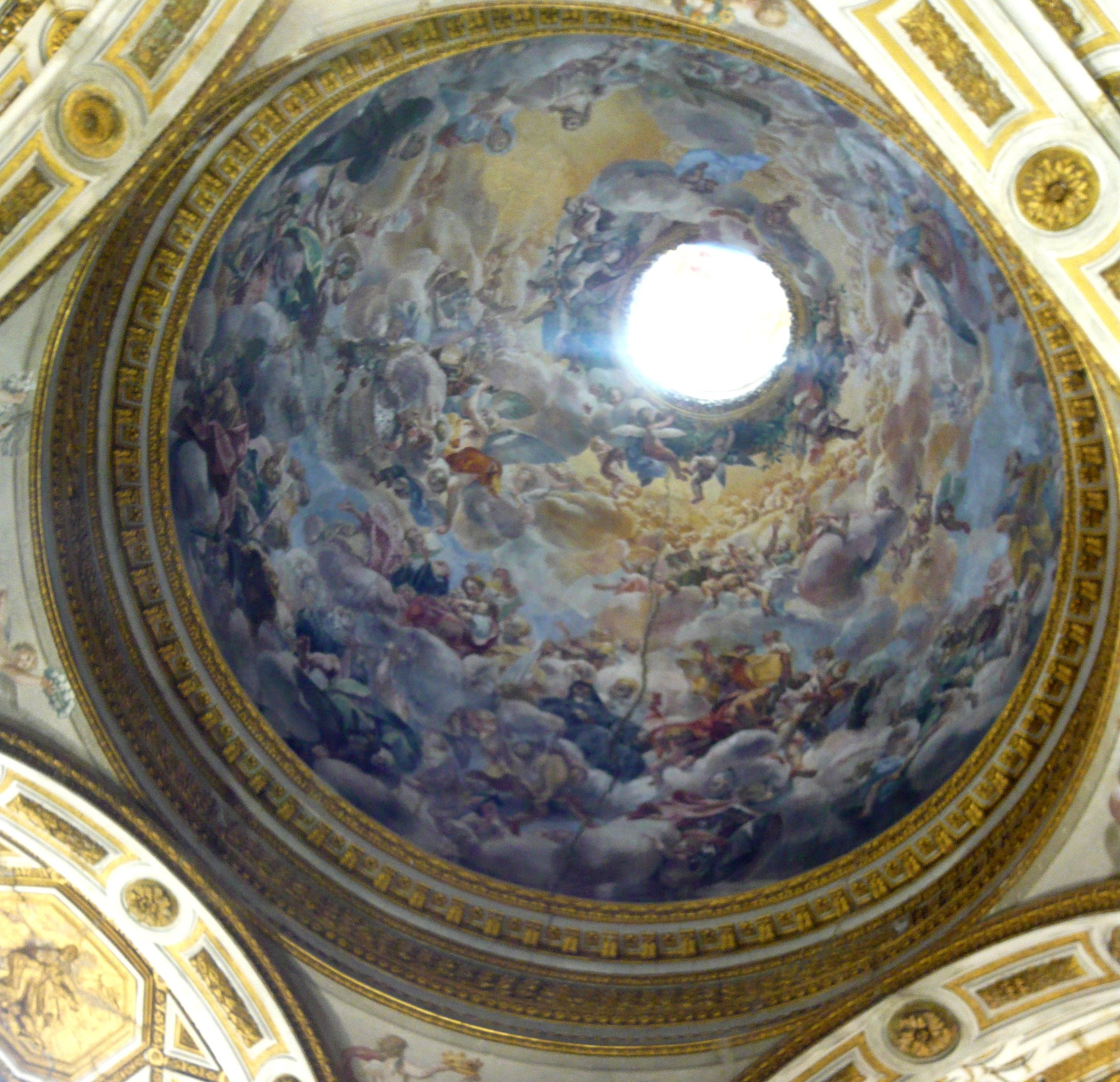
El domo.

Fue construida por los agustinos descalzos en 1599, fue reconstruida en 1654 a expensas de los príncipes Pamphili según diseños de Baratta, mientras que la fachada fue construida por Francesco Buzio en 1670.

## Descripción

### Exterior
La fachada y la escalera que la precede fueron construidas en 1670 según un diseño de Francesco Buzio. Éste se divide en dos órdenes, y tripartito por pilastras, contrapilastras y columnas.Ripciónma El orden inferior tiene en la parte central la portada con pilastras y arquitrabe que sostienen el tímpano redondo. A los lados, dos hornacinas vacías con el escudo de la familia Panphili con palomas portando una rama de olivo.

### Interior
El altar mayor, como los demás altares, es obra de Alessandro Algardi y, según Armellini (op. cit. p. 271), “una obra maestra de la extravagancia del siglo XVII” ;RoRRomaomamaa encima del altar, en una hornacina, hay un grupo de estatuas que representan la Visión de San Nicolás de Tolentino con la Virgen, San Agustín y Santa Mónica. La capilla Gavotti es obra de Pietro da Cortona, con estatuas de Antonio Raggi y Ercole FerrataDescripción. En la primera capilla de la izquierda se reproduce el Santo Sepulcro de Jerusalén.
La segunda capilla a la derecha alberga el monumento funerario del cardenal Aghagianian.
En el convento contiguo, después de los agustinos descalzos, vivían las monjas llamadas battistinas. Allí reside el Pontificio Colegio Armenio, en cuyo rito se oficia la iglesia.
Apoyado contra el colegio, en la plaza a la izquierda de la iglesia, se encuentra un khachkar que conmemora el genocidio del pueblo armenio. Otra estela similar, pero más antigua, se encuentra en el claustro interno del colegio.
En 2006, el municipio de Roma colocó una placa de mármol en memoria de las víctimas de Metz Yeghern.

### Órgano
Un caso muy singular es el precioso órgano de tubos atribuido al organero romano Celestino Testa (1629), "presa de guerra" de la destruida ciudad de Castro, antiguo feudo fortificado de la familia Farnesio, literalmente " igualado al suelo" por los Pamphilj bajo el papado de Inocencio X en 1649, como pretexto para el asesinato de Monseñor Cristoforo Giarda. El órgano en funcionamiento es el único objeto que se conserva de esta antigua ciudad y de la antigua iglesia de San Savino.DescripciónDescripción

## Nota
1. ↑  «San Nicola da Tolentino». 060608.it.